# Csapody József
Zalalövői Csapody József Antal (Petőfalva, Nyitra vármegye, 1727. március 1. – Ádánd, Somogy vármegye, 1771. augusztus 11.) Somogy vármegye főszolgabíraja, földbirtokos.

## Élete
A nemesi származású zalalövői Csapody családban született. Édesapja zalalövői Csapody Ferenc (1689-1762), Vas vármegye szolgabírája, a nagyszombati kerületi tábla ülnöke, édesanyja szentviszlói Deseő Mária (†1756) volt. Apai szülei zalalövői Csapody István (†1703), a zalalövői várkapitány, és osztopáni Perneszy Zsófia (fl. 1651–1702) voltak. Apai nagyanyja révén, az ősrégi osztopáni Perneszy család leszármazottja volt. Csapody József keresztapja, monyorókeréki gróf Erdődy Gábor Antal (1684-1744) egri püspök volt. Két fivére papi pályát választott és magasra is jutott a ranglétrán: zalalövői Csapody László (1724–1791), jezsuita rendi tanár, költő, és zalalövői Csapody Lajos (1729–1801), jezsuita rendi szerzetes, címzetes püspök.
Csapody József 1750-ben szerezte meg a jogi diplomáját a Nagyszombati Egyetemen. Házasságkötése után Somogy vármegyébe költözött és főszolgabírói tisztséget töltött be.
1771. augusztus 11.-én hunyt el Ádándon, az apai nagyanyja, zalalövői Csapody Istvánné osztopáni Perneszy Zsófia családjának ősbirtokán, amelyet majd fia, Csapody Gábor, a 19. század elején vásárolt meg teljes egészében.

## Házassága és gyermekei

A jobaházi Dőry család köznemesi címere

1756. július 4.-én a Tolna vármegyei Tevelben feleségül vette jobaházi Dőry Anna Mária (*Szerdahely, 1739. december 2.–Ádánd, 1805. augusztus 18.) kisasszonyt, jobaházi Dőry Ignác (1713-1780) és bezerédi Bezerédj Júlia (1720-1752) lányát. Az apai nagyszülei jobaházi Dőry László (1674–1720), földbirtokos és kisfaludi Kisfaludy Róza (†1748) voltak. Az anyai nagyszülei bezerédi Bezerédj Ferenc, földbirtokos és nemes Sartory Johanna voltak. Dőry Lászlóné Kisfaludy Róza szülei Kisfaludy Mózes, földbirtokos és báró szentmiklósi és óvári Pongrácz Zsuzsanna voltak. Csapody József és Dőry Anna házasságából született:
- zalalövői Csapody Borbála Anna Mária Róza (Ádánd, 1759. december 5.–Gógánfa, 1815. december 10.). Férje: gyömörei és teölvári Gyömörey György (Gógánfa, 1752. február 27.–Gógánfa, 1816. július 19.), földbirtokos.
- zalalövői Csapody Gábor Ignác (Tevel, Tolna vármegye, 1760. december 10. – Ádánd, Somogy vármegye, 1825. január 20.), királyi tanácsos, Somogy vármegye alispánja, költő, szabadkőműves, földbirtokos.[6]